# Государственный банк

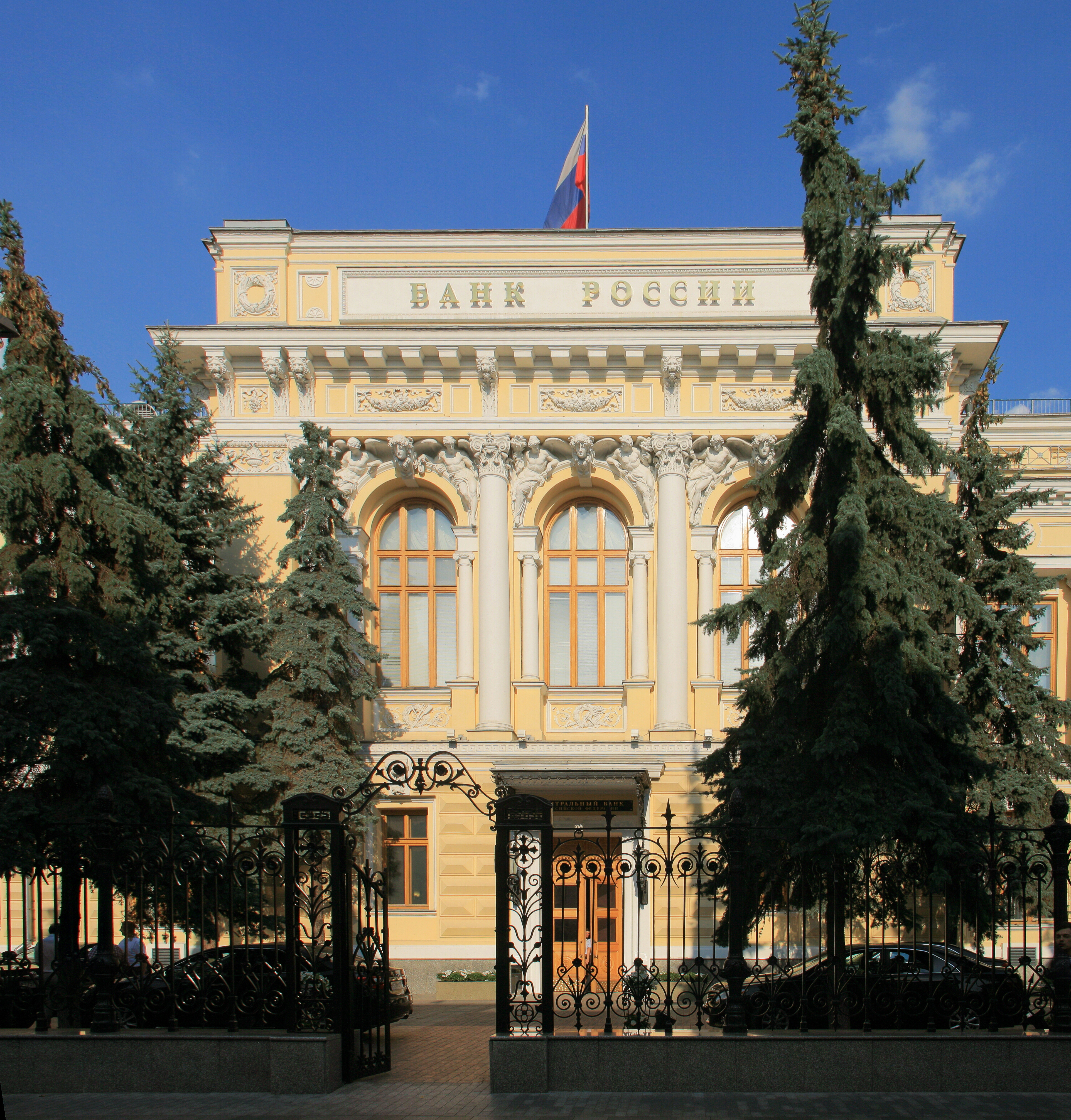
Центробанк России — центральный банк России

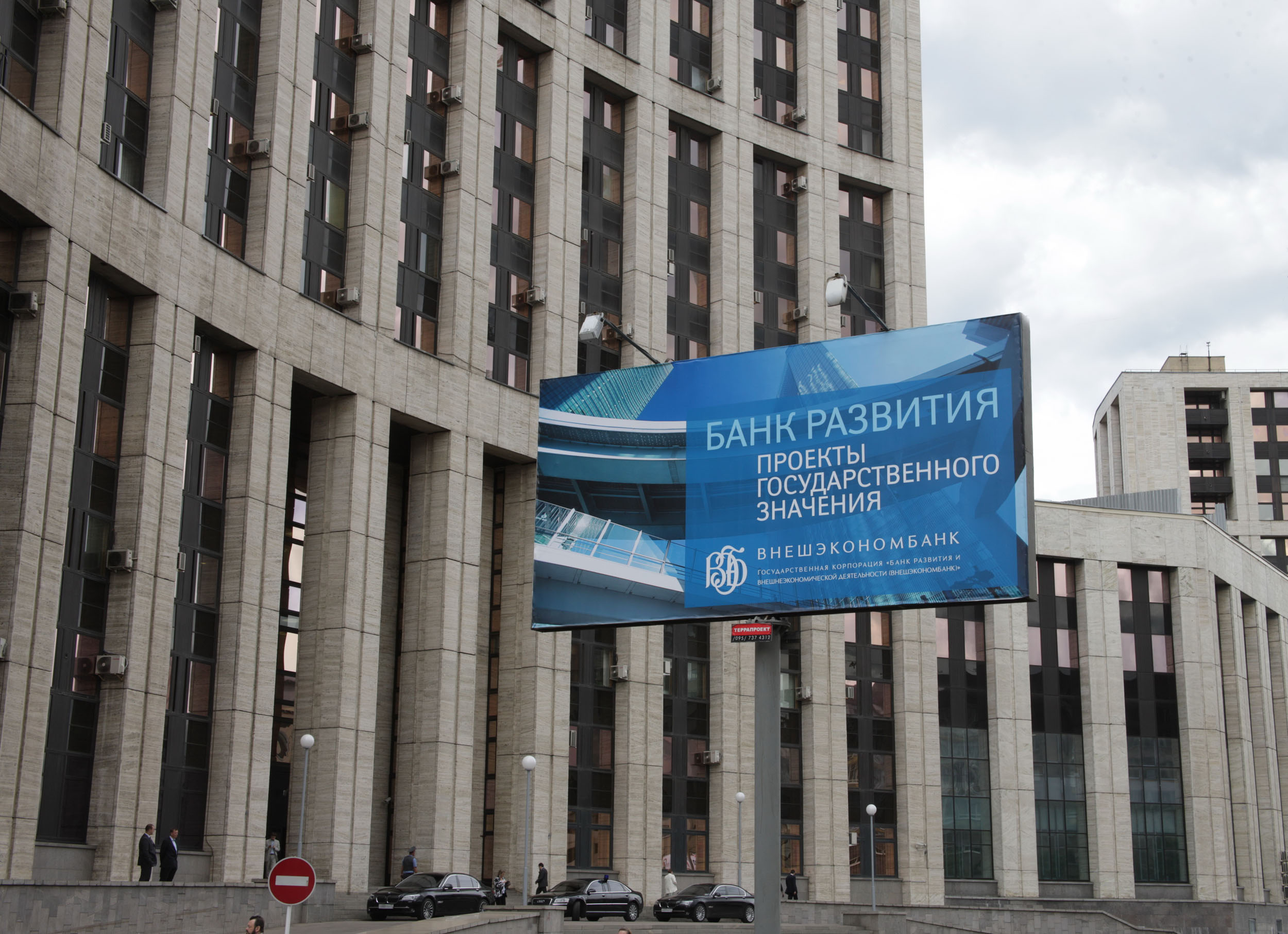
Внешэкономбанк — государственный коммерческий банк в России

Госуда́рственный банк — банк или кредитное учреждение, находящееся в собственности государства и управляющееся государственными органами. Среди государственных банков различают центральные банки, государственные коммерческие банки и государственные НКО.
Центральные банки ряда стран являются государственными банками и, соответственно, их капитал, имущество принадлежит государству, что позволяет им осуществлять свою политику и операции в соответствии с требованиями национальной экономики, а не с целью получения прибыли. Центральные банки осуществляют регулирование экономики, надзор над деятельностью коммерческих банков, оказывают влияние на международные финансовые отношения, обеспечивают финансирование государственных программ.
Государственные коммерческие банки обеспечивают проведение политики государства в области кредитования хозяйства, оказывают влияние на инвестиционные, посреднические и расчётные операции, а через них и на экономическое состояние клиентуры. Они обслуживают важнейшие отрасли хозяйства, определяющие положение страны в системе международных экономических отношений, кредитование которых недостаточно выгодно частному капиталу.